# Río Rutshuru
El río Rutshuru es un corto río africano que discurre por el sur de Uganda y el este de República Democrática del Congo. Se considera la fuente de más altitud del río Nilo y drena el lago Mutanda, localizado en las estribaciones de las montañas Virunga, en Uganda, y fluye en dirección norte hasta entrar en el lago Rutanzige (antes lago Edward). Durante la mayor parte de su curso atraviesa el territorio de Rutshuru, en la provincia de Kivu del Norte.

## Curso
El río Rutshuru se considera la fuente de más altitud del río Nilo. El lago Bunyonyi, con una altitud de 1962 m, es alimentado por el río Kabirita de Ruanda y por muchos afluentes de las montañas próximas, que nacen a altitudes de entre 2200 m y 2478 m. El lago Bunyoni desemboca en el pantano Ruhuhuma en su extremo norte. La parte oriental de este pantano desemboca en el curso superior del río Ishasha mientras que los desagües de la parte occidental van al lago Mutanda, a una altitud de 1800 m. El lago Mutanda descarga desde su esquina suroeste a través del río Kako y el pantano Tshengere en el Rutshuru.
En su curso más bajo el río atraviesa la sección central del Parque nacional Virunga. Los ríos Rutshuru, Rwindi e Ishasha forman pantanos y pastizales al sur del lago Rutanzige. El río es el hogar de manadas de hipopótamos. En 2007 había alrededor de 115 hipopótamos por kilómetro de sabana y pradera esteparia a lo largo del río Rutshuru.
Se ha debatido sobre la posibilidad de represar el río, lo que tendría graves repercusiones en los humedales ribereños localizados aguas abajo.
En un tiempo, lo que hoy es el lago Kivu estaba en la cuenca del Rutshuru. Las erupciones volcánicas al final del Plioceno crearon la cordillera de las montañas Virunga, bloqueando esta parte de la cuenca de drenaje. El agua que cayó dentro de la cuenca para formar el lago Kivu, con el tiempo rompió a través del extremo sur para acabar drenando en el lago Tanganica.